# Heinrich Becker (Architekt)
Heinrich Becker (* 26. August 1868 in Schwerin; † 31. Oktober 1922 ebenda; vollständiger Name Heinrich Louis Friedrich Becker) war ein deutscher Architekt, der von 1898 bis 1911 in China lebte und arbeitete.

## Leben
Heinrich Becker wurde am 26. August 1868 in Schwerin geboren. Nach seinem Architekturstudium in München arbeitete er fünf Jahre in Kairo, wofür er von der ägyptischen Regierung eine hohe Auszeichnung erhielt.
Bei seiner Ankunft in Shanghai im Jahre 1898 war er – nach gegenwärtigem Forschungsstand – der erste deutsche Architekt in China. Neben diversen Villen für die ansässige deutsche Kaufmannschaft baute er fast alle chinesischen Filialen der Deutsch-Asiatischen Bank sowie den „Club Concordia“ für die deutschen Kaufleute.
Am 4. März 1911 verließ Becker China, um nach einer kürzeren Reiseunterbrechung in Australien in seine Heimatstadt Schwerin zurückzukehren, wo er bis zu seinem Tod am 31. Oktober 1922 noch zahlreiche Gebäude errichtete, etwa 20 Neubauten und Umbauten in Schwerin sind bisher bekannt.
Auch heute sind noch einige seiner Gebäude in China trotz des anhaltenden Baubooms erhalten und geben Shanghai die Atmosphäre seiner schon sehr frühen Weltoffenheit.

## Bauten (Auswahl)
- 1899–1902: Russo-Chinese Bank Building in Shanghai, The Bund 15 (sehr gut erhalten)
- 1902–1905: Postamt der Kaiserlich Deutschen Post in Shanghai, Foochow Road 6 (erhalten)
- 1904–1907: Club Concordia in Shanghai, The Bund 22 (1934 für den Neubau der Bank of China abgebrochen)
- 1906–1907: Deutsch-Asiatische Bank in Peking, Dongjiaomin Xiang (Schwestergebäude des Club Concordia, 1991 erste Pläne zum Denkmalschutz, 1992 abgerissen)
- 1913: Eigenes Wohnhaus in Schwerin, Franzosenweg 6[1]
- 1919–1920: Baugruppe Wismarsche Straße 241–255 / John-Brinckman-Straße 1 und 3 in Schwerin[2]